# Бессарабская митрополия
 Бессара́бская митропо́лия (рум. Mitropolia Basarabiei) — митрополичий округ в составе Румынской православной церкви на территории Республики Молдова. Официально зарегистрирована в июле 2002 года правительством Молдавии.
Существует с 14 сентября 1992 года наряду с религиозными организациями Московского патриархата — Православной церковью Молдовы, вследствие чего находится в состоянии конфронтации с последней.
Предстоятель (глава) Бессарабской митрополии — митрополит Петр (Пэдурару) (с 19 декабря 1992 года местоблюститель, с 3 октября 1995 года митрополит).

## История
Основана как архиепископия на территории Бессарабии после принятия 9 апреля 1918 года в Кишинёве Советом края («Сфатул Цэрий») решения о присоединении Бессарабии к Румынии (ранее, с 1812 года входила в Российскую империю и на её территории действовала Кишинёвская и Хотинская епархия Русской православной церкви). В мае 1918 года русский архиепископ Кишинёвский Анастасий (Грибановский) покинул Бессарабию, отказавшись подчиниться румынским властям, предлагавшим ему войти в подчинение Румынской церкви. 14 июня 1918 года Священный синод в Бухаресте назначил заместителем местоблюстителя архиепископа на Кишинёвскую кафедру епископа Хушского Никодима (Мунтяну). Последний принял ряд мер по соединению епархии с Румынской церковью. При следующем архиерее — Гурие (Гросу) — в 1928 году епархия была возведена в ранг митрополии с кафедрой в Кишинёве.
Во время нахождения Бессарабии в составе СССР в 1940—1941 годах Московский патриархат, не признававший законности подчинения епархии Румынской православной церкви, восстановил над нею свою юрисдикцию: в декабре 1940 года епископ Тульский Алексий (Сергеев) был назначен временно управляющим Кишинёвской епархией, а в мае 1941 года — её правящим архиереем. Однако из-за взятия Бессарабии румынскими войсками в 1941 году он был эвакуирован в СССР. В период с 1941 по 1944 год территория Бессарабии, а также Одесская область входили в состав Королевства Румыния и были под церковной юрисдикцией Бессарабской митрополии Румынской православной церкви.
В 1944 году территория вновь вошла в состав СССР, и деятельность Кишинёвской епархии Московского патриархата возобновилась.
После обретения Молдавией независимости в 1991 году встал вопрос о возможном присоединении к Румынии. 14 сентября 1992 года группа молдавских священнослужителей провела епархиальную ассамблею и заявила о воссоздании отдельной «Бессарабской митрополии» и о переходе в Румынскую церковь; во главе митрополии стали викарный епископ Бельцкий Петр (Пэдурару) и протоиерей Пётр Бубуруз, которые Синодом Русской православной церкви 20 октября были запрещены в священнослужении, а 19 декабря без отпускных грамот приняты в Румынскую православную церковь, которая объявила деятельность Бессарабской митрополии возобновлённой.
16 июля 2011 года митрополитом Петром (Педурару) в селе Камышовке Измаильского района Одесской области в присутствии госсекретаря Румынии Эуджена Томака, депутатов румынского парламента, представителей общественности и СМИ был освящён храм в честь святых апостолов Петра и Павла, что вызвало негативную реакцию иерархии Украинской православной церкви Московского патриархата.
24 мая 2018 года Синод Румынской церкви избрал двух епископов на вакантные кафедры митрополии: архимандрит Вениамин (Горяну) определён быть епископом епархии Южной Бессарабии, а викарный епископ Кишинёвской епархии Антоний (Телембич) — епископом Бельцким.

## Современное состояние
На настоящий момент[когда?] Бессарабская митрополия включает в себя 104 действующих прихода и 5 монастырей.

### Епархии
Кишинёвская архиепископия
Белгородско-Измаильская епархия (или Южно-Бессарабская)
Хотинская епархия (или Бельцкая)
Дубоссарская и всего Приднестровья епархия

### Правящие архиереи

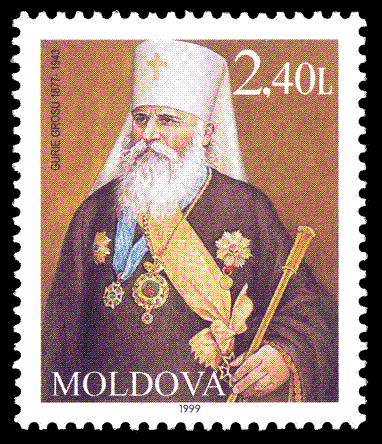
Митрополит Гурий (Гросу)

- Никодим (Мунтяну) 14.VI.1918-31.XII.1919 назначен как «заместитель местоблюстителя архиепископа» Кишинёвского
- Гурий (Гросу) 1.I.1920-14.XI.1943 выбран архиепископом Бессарабским 21.II.1920, интронизирован 16.V.1920, митрополит с 28.IV.1928, на покое с 11.XI.1936
- Никодим (Мунтяну) (ноябрь 1936 — июнь 1937, местоблюститель)
- Косма (Петрович) (июнь 1937 — февраль 1938, местоблюститель)
- Ефрем (Енэкеску) (12.I.1944 — лето 1944; с марта 1938 — местоблюститель)
- Петр (Пэдурару) (с 19 декабря 1992 местоблюститель, с 3 октября 1995 митрополит)